# 安德里亞·普特卡拉澤
安德里亞·普特卡拉澤（2013年6月11日—）是一個喬治亞的歌手，他的職業生涯始於《Ranina》第七季的冠軍，後來他憑藉歌曲《致我的媽媽》為喬治亞參加2024年歐洲青少年歌唱大賽2024年歐洲青少年歌唱大賽的冠軍，成為第四位贏得該比賽的格魯吉亞參賽者。

## 早期生活
安德里亞·普特卡拉澤於2013年6月11日出生於喬治亞的巴統，他從2歲開始唱歌。四年後，這位藝術家成為聲樂團體Zghvis SeaShvilebis成員。自2024年起，他在巴統的紮卡里亞·帕利亞什維利音樂學校學習鋼琴。

## 職業

### 2024年：拉尼娜（Ranina），歐洲青少年歌唱大賽和當地活動
安德里亞·普特卡拉澤於2024年開始了他的職業音樂生涯，並贏得了歌唱比賽Ranina的冠軍。
回到喬治亞幾天後，普特卡澤和母親飛往法國，享受巴黎迪士尼樂園之旅。這是他贏得拉尼娜的獎勵。